# York (Québec)
Pour les articles homonymes, voir York (homonymie).
York est un secteur de la ville de Gaspé, en Gaspésie–Îles-de-la-Madeleine, au Québec. D'abord constitué en municipalité en 1866, le territoire d'York est annexé à Gaspé le 1er janvier 1971.